# Chaosdorf
Chaosdorf (littéralement « le village du chaos » en langue allemande) est un hackerspace exploité par l'association sans but lucratif Chaos Computer Club Düsseldorf / Chaosdorf e.V. dans la ville de Düsseldorf, en Allemagne. C'est l'antenne locale du Chaos Computer Club.

## L'association
Chaosdorf est principalement financé par les cotisations des membres et par les dons. L'appartenance à l'association n'est en général pas nécessaire pour prendre part aux ateliers et rencontres, qui sont pour la plupart gratuits.
Le but de l'association est la création d'un environnement pour la formation des adultes, la protection des données personnelles dans le monde moderne et la socialisation entre communautés.
L'association organise des rencontres, des CryptoParties,,, du développement de logiciel, ainsi qu'à l'occasion, des manifestations.

## Historique

### Fondation
Chaosdorf a été fondé le 24 avril 2001. Ses premiers espaces étaient situés au Fürstenwall 232, à Düsseldorf-Friedrichstadt.

### Second hackerspace

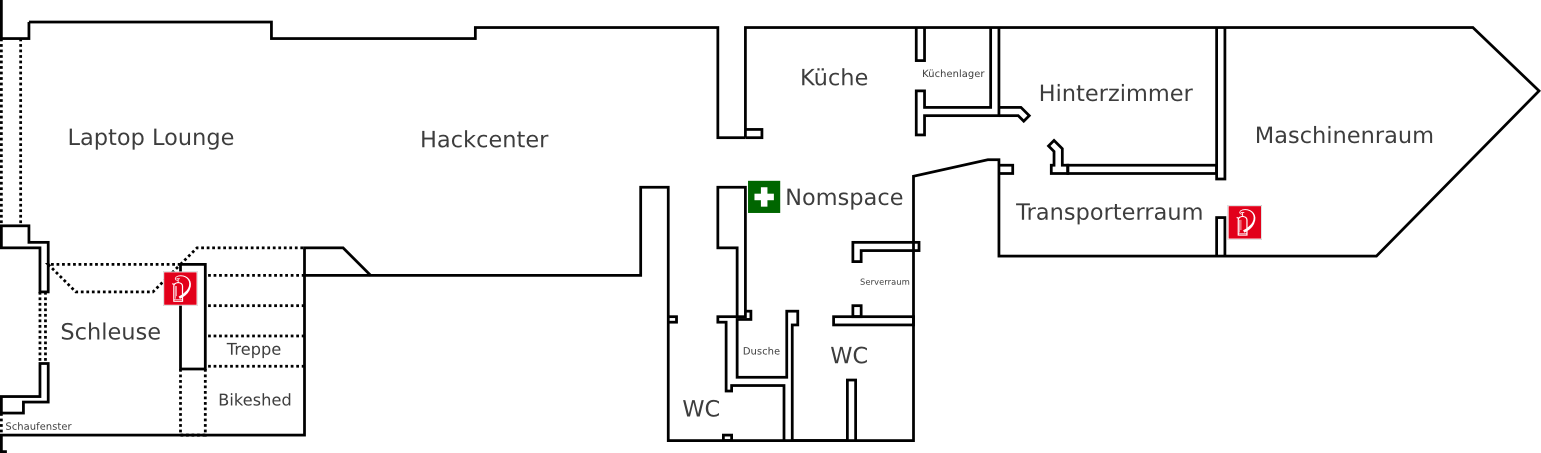
Plan du hackerspace Chaosdorf

Après un long processus de rénovation, Chaosdorf a déménagé dans son nouvel immeuble sur la Hüttenstrasse, qui était en 2011 un "nightclub plutôt peu recommandable" (“rather sketchy nightclub”) in 2011.
Le hackerspace est composé de quatre salles : un lounge (espace de hacking), une cuisine, une salle multimédia, et un atelier,. Chaosdorf possède différentes sortes d'équipements qui servent aux membres dans la réalisation de leurs projets et afin qu'ils puissent proposer des services.

### Réputation nationale
Chaosdorf est connu, dans la culture des hackerspaces allemande, pour l'organisation du Easterhegg 2002 – le premier événement Easterhegg en dehors de Hambourg et pour OpenChaos: Hackerspace Design Patterns.
Il a reçu une attention de la part des médias en 2013, pour l'organisation d'une grande manifestation à Cologne qui demandait la neutralité du net après que Deutsche Telekom a annoncé réduire les débits du web.
Chaosdorf a reçu une attention plus large encore après que Der Spiegel a publié un article à propos de sa microbrasserie in-house non commerciale OwnBeer,.
Le 30 décembre 2013, le Rheinische Post, un grand quotidien régional allemand, a publié un reportage double page à propos de Chaosdorf.
Le hackerspace soutient également des organisations proches comme le Forum Freies Theater, la Free Software Foundation Europe, Freifunk Rheinland e.V, et Sub-Etha en leur fournissant des espaces de réunion, de stockage de matériel, ou de l'infrastructure.

### Réputation internationale
En octobre 2013, des membres du magazine technologique en ligne Hack a Day ont publié un article à propos du Chaosdorf – leur première visite dans un hackerspace allemand.

## Voir également
- Chaos Computer Club
- Hackerspace
- Culture libre
- Do it yourself